# اکسترتال
اکسترتال (به آلمانی: Extertal) یک شهر در آلمان است که در Lippe واقع شده‌است. اکسترتال ۱۱٬۴۷۷ نفر جمعیت دارد.

## خواهرخوانده
شهر تانگرهوته خواهرخواندهٔ اکسترتال هست.